# منتخب غيرنسي لكرة القدم
منتخب غيرنسي لكرة القدم هو المنتخب الذي يمثل جزيرة غيرنزي في منافسات كرة القدم، على الرغم أن هذا المنتخب ليس عضو في الفيفا أو اليويفا، إلا أنه مثل الجزيرة في عدة منافسات دولية مثل ألعاب الجزر و بطولة موراتي فيس.